# 둘째 어머니
둘째 어머니는 1972년 공개된 대한민국의 영화이다.

## 배역
- 김지미
- 최무룡
- 신성일
- 김희라
- 안인숙
- 김민정
- 한은진
- 박기택
- 이예민
- 김웅
- 석인수
- 이영호
- 지방열
- 지계순
- 주상호
- 강주희
- 윤양하